# NGC 3074
NGC 3074 é uma galáxia espiral (Sc) localizada na direcção da constelação de Leo Minor. Possui uma declinação de +35° 23' 36" e uma ascensão recta de 9 horas, 59 minutos e 41,2 segundos.
A galáxia NGC 3074 foi descoberta em 28 de Março de 1786 por William Herschel.